# Тудевтей
Тудевтей (монг. Түдэвтэй) — з 1931 року сомон Завханського аймаку, Монголія. Територія 2,7 тис. км², населення 2,7 тис. Центр сомону Ойгон розташований на відстані 1055 км від Улан-Батора, 200 км. від міста Уліастай.

## Рельєф
Гори Тудевтей (1216 м), Темеенчулуун (2723 м.), Онц (2158 м), Хуренчулуут (2100 м). У центральній та північній частині озера Ойгон, Баянцагаан, Худуу долини Цорго та Баянцагаан. Річки Улаагчин, Цорго, Жарантай.

## Клімат
Різкоконтинентальний клімат. Середня температура січня -28-32 градуси, липня +17-15 градусів. У середньому протягом року випадає 200-300 мм.

## Економіка
Корисні копалини мало вивчені

## Тваринний світ
Водяться козулі, вовки, лисиці, зайці, кішки-манули, тарбагани.

## Соціальна сфера
Є школа, лікарня, сфера обслуговування, туристичні бази
.